# Ѡ
Вижте пояснителната страница за други значения на Омега.
Ѡ, ѡ или Омега е буква от старобългарската и църковнославянска азбука. Произлиза от гръцката буква Омега (Ω, ω). В кирилицата има числова стойност 800 и изглежда така ѡ, a в глаголицата има числова стойност 700 и изглежда така .